# Heteralonia hermani
Heteralonia hermani är en tvåvingeart som först beskrevs av Francois 1967.  Heteralonia hermani ingår i släktet Heteralonia och familjen svävflugor.
Artens utbredningsområde är Israel. Inga underarter finns listade i Catalogue of Life.